# Ликург (Спарта)
 Тази статия е за законодателя на Спарта.  За митичния герой вижте Ликург.  
Ликург (на гръцки: Λυκοῦργος, Lukoûrgos; вероятно живял 8 – 7 век пр.н.е.) е легендарен спартански законодател, на когото древните автори приписват политическото устройство, господствало в Древна Спарта в продължение на няколко века. Биографията му присъства в „Успоредни животописи“ на Плутарх. Преди да състави спартанските закони е посещавал Крит, Йония и Египет. Според Плутарх Ликург е донесъл поемите на Омир в Спарта
Ликург е съставил устно провъзгласената „спартанска конституция“ (на старогръцки: Μεγάλη Ῥήτρα – буквално Голямо Постановление) на Спарта. Тя е едно от двете най-значителни проявления на класическата гръцка пряка демокрация, другото е Еклесията в Древна Атина. И в двата случая основната цел е ограничаване на привилегиите и осигуряване на равни права на всички граждани в полиса. В спартанския вариант има ограничителен механизъм при приемането на важно решение: необходимо е да се получи и съгласието на Герусията, ефорите и царете.

## Биография
За живота и дейността на Ликург има различни, понякога противоречиви сведения. Всички са единодушни, че Ликург произхожда от царски род, но времето на живота и дейността му се определят различно. Ксенофонт отнася дейността му към времето на Хераклидите. Плутарх и Херодот привеждат различни списъци спартански царе, според които Ликург е или чичо на Евном, или негов внук. Подобни трудности в генеалогията могат да се обяснят с това, че в Спарта е имало остатъци от полиандрия, когато двама братя могат да имат обща съпруга.
Според Павзаний Ликург създал законите на лакедемонците по времето на цар Агесилай I, като мненията за мотивацията му са разделени: според едни той бил научен как да ги състави от пророчицата Пития, според други приспособил критски закони.
Към средата на IV век пр. Хр. вече има съгласие, че Ликург е принадлежал към царския род на Еврипонтидите и е бил регент на Харилаус. Въз основа на това елинистичните учени датират живота му към IX век пр. Хр. В „Живот на Ликург“ на Плутарх се описват популярни предания за неговия живот, сред които пътуването му до Египет и че е донесъл поемите на Омир в Спарта. Самият Плутарх отбелязва, че нищо не може да се знае със сигурност за Ликург, тъй като различни автори дават различни сведения за почти всичко около него.
Действително не е сигурно дали е съществувало лицето Ликург, възможно е „Ликургос“ да е епитет на бог Аполон, защото той е също толкова почитан в Спарта, както и че една по-късна легенда трансформира този аспект на бога в мъдър човешки законодател. Като символичен основател на спартанската държава той е смятан за инициатор на много от нейните социални и политически институции; разказът на Плутарх се занимава до голяма степен с намирането на „произхода“ на съвременните спартански практики. Времето на Ликург е дадено от древните и съвременни авторитети като Х – IX в. пр. Хр. Някои учени смятат, че най-правдоподобната дата е посочена от Тукидид, който казва, че по негово време спартанската конституция е на повече от четиристотин години; това би означавало дата за Ликург, или поне за реформите, които са му приписани, през последната четвърт на IX в. пр. Хр.
Казват, че Ликург дошъл на власт, когато починал по-големият му брат, царят. Братът на Ликург обаче оставя почина бременна съпруга. Когато се ражда това дете, Ликург нарича детето, Харилаус („радост на хората“) и прехвърлил кралството си на бебето. След това се казва, че Ликург е човек, който лесно може да отдели върховната власт от уважението към справедливостта, така че е лесно за Ликург да управлява спартанците в качеството му на настойник (регент) на племенника си Харилаус. Но майката на младия крал и нейните роднини завиждали и мразели Ликург. Сред другите клевети обвиняват Ликург в заговор за смъртта на Харилаус.